# Tisbella timsae
Tisbella timsae är en kräftdjursart som beskrevs av Gurney 1927. Tisbella timsae ingår i släktet Tisbella och familjen Tisbidae. Inga underarter finns listade i Catalogue of Life.